# Podoscirtodes amusus
Podoscirtodes amusus är en insektsart som först beskrevs av Henri Saussure 1874.  Podoscirtodes amusus ingår i släktet Podoscirtodes och familjen syrsor. Inga underarter finns listade i Catalogue of Life.